# Festuca heterophylla
Festuca heterophylla es una especie de gramíneas (o poáceas). Es originaria de Europa.

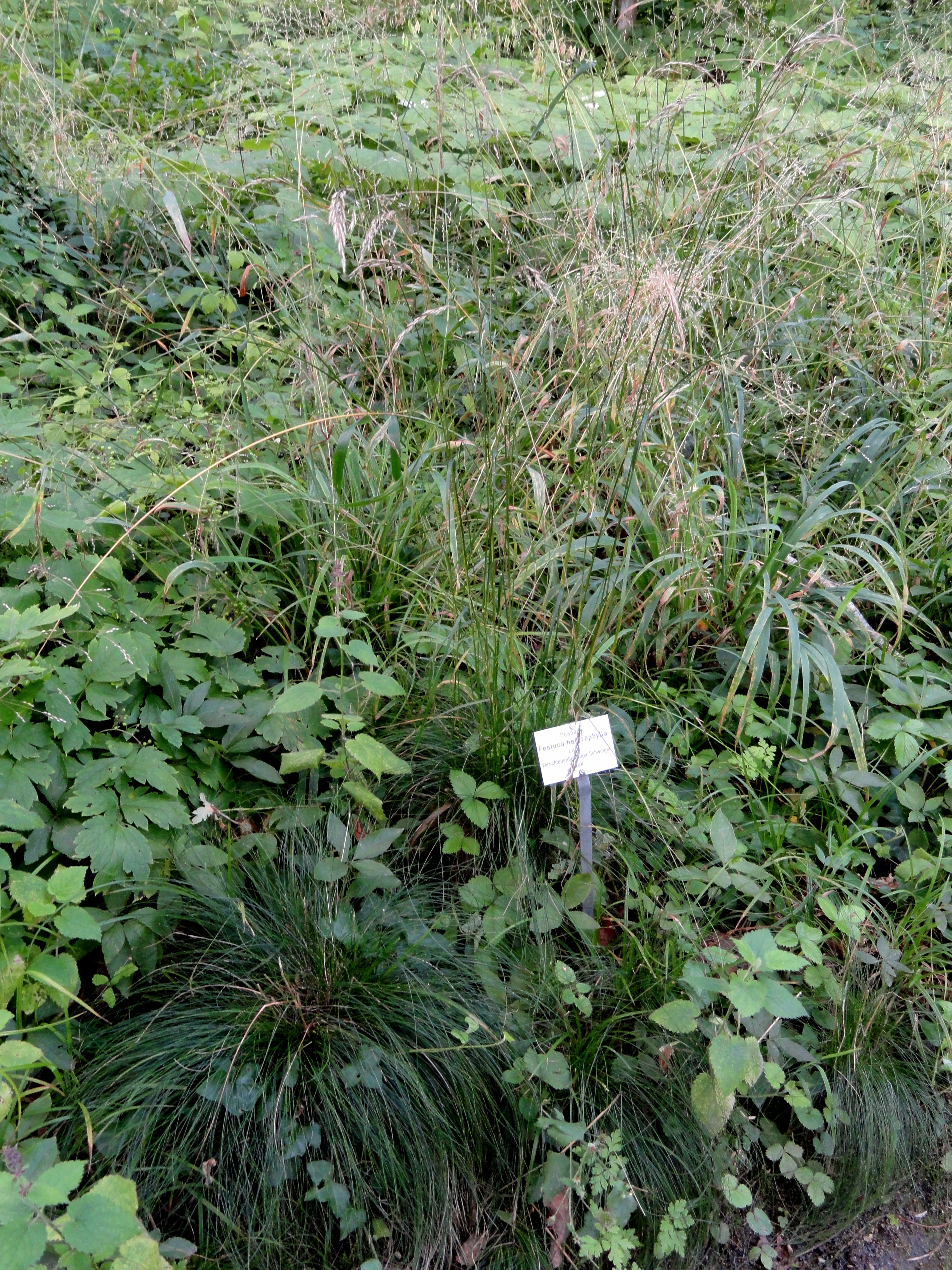
Vista de la planta

## Descripción
Es una planta herbácea que pertenece al género Festuca, sin duda alguna el más complicado dentro de las gramíneas. No obstante, esta especie es fácil de distinguir, debido a su acusado dimorfismo foliar: las hojas basales (inferiores) son más o menos capilares (de sección cuadrangular), mientras que las caulinares (superiores) son planas (de 2 a 3 mm de anchura).

## Distribución y hábitat
Tiene una distribución eurosiberiana. En España se encuentra en Barcelona, Gerona y Lérida, en los bosques húmedos y sombríos (generalmente hayedos, abetales o pinares de pino royo).

## Taxonomía
Festuca heterophylla fue descrita por Jean-Baptiste Lamarck y publicado en Flore Françoise 3: 600. 1778[1779].
Etimología
Festuca: nombre genérico que deriva del latín y significa tallo o brizna de paja, también el nombre de una mala hierba entre la cebada.
heterophylla: epíteto latino que significa "con diferentes hojas".
Sinonimia
- Festuca citardae Lojac.
- Festuca nemorosa Latourr.
- Festuca nemorum Leyss.
- Festuca rubra subsp. heterophylla (Lam.) Hack.
- Festuca rubra var. heterophylla (Lam.) Mutel
- Festuca transsilvanica Schur
- Festuca vulpioides Steud.
- Festuca vulpioides Schur
- Vulpia megastachya Nees[5][6]